# هومر هيزل
هومر هيزل (بالإنجليزية: Homer Hazel)‏ هو مدرب كرة سلة أمريكي، ولد في 2 يونيو 1895 في Piffard, New York ‏ في الولايات المتحدة، وتوفي في 3 فبراير 1968 في مارشال في الولايات المتحدة.

## وصلات خارجية
- هومر هيزل على موقع كلية كرة السلة في سبورتس رفرنس.كوم (الإنجليزية)